# Konstytucja Demokratycznej Republiki Konga
Konstytucja Republiki Konga – podstawowy i najważniejszy akt prawny Demokratycznej Republiki Konga obowiązujący od 2006 roku. Jest to szósta konstytucja tego państwa. Wcześniej obowiązywały kolejno: dwie konstytucje tymczasowe (1960, 1965), konstytucja z czerwca 1967, konstytucja Zairu (1974) i konstytucja przejściowa (2003).

## Dawne konstytucje
Pierwsza konstytucja Demokratycznej Republiki Konga była w swoim założeniu tymczasowa i została wprowadzona w 1960, po uzyskaniu przez kraj niepodległości od Belgii. Napisali ją wspólnie reprezentanci Demokratycznej Republiki Konga i Belgii. Stanowiła o federalnej formie rządów. Umiarkowaną autonomię otrzymały prowincjonalne parlamenty. Druga tymczasowa konstytucja została uchwalona w 1965.
Szereg kryzysów ekonomicznych, politycznych, administracyjnych i socjalnych w latach 60. XX wieku stał się pretekstem do wprowadzenia w państwie rządów autorytarnych. Zostały one ustanowione w konstytucji z czerwca 1967. Zniesiony został bikameralizm. Od tej pory parlament był jednoizbowy. Zredukowano liczbę prowincji do ośmiu i jednego rejonu stołecznego. Gubernatorzy poszczególnych prowincji nie byli już wybierani przez regionalne parlamenty, tylko nominowani bezpośrednio przez centralny rząd. Same prowincjonalne parlamenty zostały pozbawione realnej mocy sprawczej i pełniły odtąd rolę konsultacyjną. Do 1969 Demokratyczna Republika Konga stała się państwem totalitarnym, rządzonym przez generała porucznika Josepha Mobutu.
W 1974 Demokratyczna Republika Konga zmieniła nazwę na Zair. Wprowadzona w tym samym roku nowa konstytucja stanowiła, że w Republice Zairu istnieje tylko jedna instytucja, Ludowy Ruch Rewolucji, ucieleśniany przez jej prezydenta, a ustrojem panującym w państwie jest mobutyzm.
Po upadku rządów autorytarnych w 2003 i przejęciu władzy przez Kongijski Ruch na rzecz Demokracji, obowiązywała Konstytucja Przejściowa.

## Obecna konstytucja (od 2006)

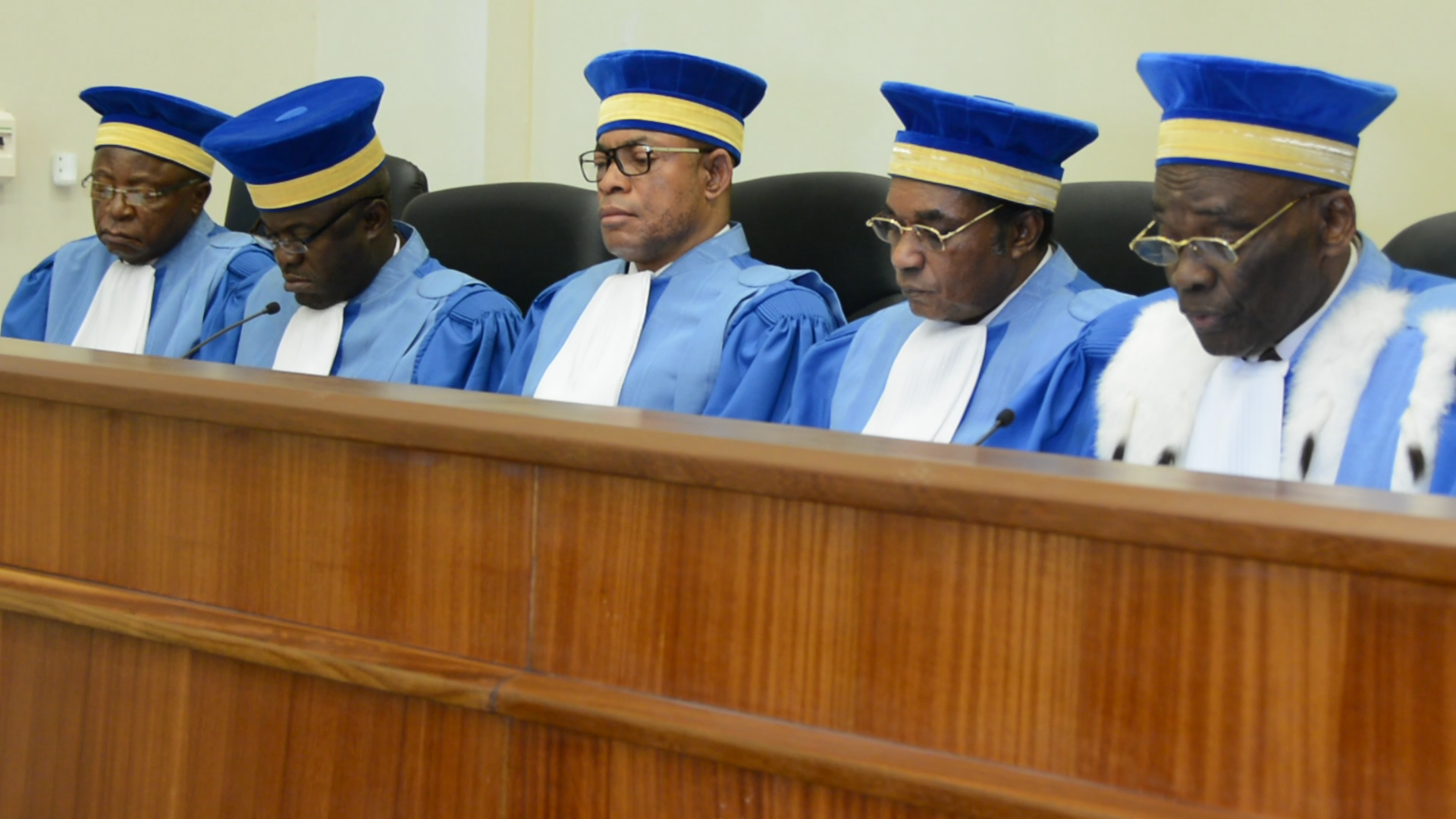
Sędziowie Trybunału Konstytucyjnego Demokratycznej Republiki Konga

### Tło historyczne
Przed wprowadzeniem najnowszej konstytucji Demokratycznej Republiki Konga, ostatnie demokratyczne wybory w tym państwie miały miejsce w 1965. W 1998 rozpoczęła się II wojna domowa. Głównym trzonem antyrządowej strony konfliktu byli rebelianci, tworzący Kongijski Ruch na rzecz Demokracji, którzy uzyskali pomoc militarną Rwandy i Ugandy oraz poparcie Burundi. Rząd natomiast był wspierany przez wojska Angoli, Namibii, Zimbabwe i Czadu. Prezydent Demokratycznej Republiki Konga Laurent-Désiré Kabila zginął 16 stycznia 2001 w wyniku zamachu, zastrzelony przez swego niespełna 18-letniego ochroniarza Ulafa Rashida. Zastąpił go jego syn Joseph Kabila. Oficjalnie wojna domowa zakończyła się w 2003. Kabila pozostał na stanowisku prezydenta i powołał rebeliancki rząd tymczasowy.
16 maja 2005 tymczasowy parlament uchwalił nową konstytucję, która została zatwierdzona w powszechnym referendum 18-19 grudnia.

### Treść
- Prezydent Demokratycznej Republiki Konga jest wybierany demokratycznie i ma prawo do pełnienia urzędu przez dwie pięcioletnie kadencje. Wiek kandydata na prezydenta został obniżony z 35 do 30 lat, aby umożliwić kandydowanie ówczesnemu przywódcy Josephowi Kabili[5].
- Prezydent dzieli władzę z powołanym przez siebie premierem, który reprezentuje największą partię polityczną w parlamencie wybranym w demokratycznych wyborach[5].
- Sądy są niezawisłe[5].
- Flaga Demokratycznej Republiki Konga jest koloru niebieskiego, co symbolizuje pokój, przekreślona jest czerwoną linią, obramowaną żółtym kolorem – czerwień oznacza krew 4 milionów ofiar wojny domowej, a żółty bogate złoża złota, które miałyby być jedną z przyczyn konfliktu[5].
- Demokratyczna Republika Konga dzieli się na 25 prowincji oraz rejon stołeczny (do roku 2006 kraj dzielił się na 11 prowincji)[6].
- Zakaz rejestrowania homoseksualnych związków partnerskich[6].